# XnView
XnView und XnView MP ist eine Bilderverwaltungssoftware und Bildbetrachter, mit denen auch eine einfache Bildbearbeitung möglich ist und Bilder in andere Dateiformate konvertiert werden können. Das Programm gilt als ausgereift; im Frühjahr 1998 erschien die erste Version 1.05.
Das Programm ist für den privaten Gebrauch kostenlos, einfach zu bedienen und benötigt nur wenig Systemressourcen. Es kann mehr als 500 Grafikformate lesen und über 70 schreiben.
XnView gibt es nur für Windows. Das überarbeitete Programm XnView MP (Multi-Plattform) kann zusätzlich auch mit macOS und Linux verwendet werden und besitzt neben einer auf Qt basierenden einheitlichen Oberfläche auch Unterstützung für Unicode. XnViewMP besitzt eine verbesserte Leistungsfähigkeit, da es nun mehrere Prozessorkerne nutzt und auch als 64-Bit-Version zur Verfügung steht.
Das Programm wurde mehrfach von verschiedenen Websites, die kostenlose Software zum Download anbieten, mit fünf von fünf Sternen ausgezeichnet.

## Technische Details
XnView bietet eine Skriptsprache, mit der z. B. Bilder konvertiert und gleichzeitig umbenannt werden können. Weitere Features sind Größenänderung, Farbraum-Manipulation, verschiedene Filter und eine Diashow.
JPEG-Dateien können verlustfrei geändert werden – XnView kann JPGs drehen (auch nach Exif-Ausrichtung), spiegeln und zuschneiden (Cropping), ohne das Bild neu codieren zu müssen.
Obwohl das Programm als Bildbetrachter gilt, kann es auch RAW-Dateien lesen, verarbeiten und konvertieren.
XnView 2.13 im Dezember 2013 war die letzte Version für Windows älter als Windows XP. Ab Version 2.45 erscheint beim Start unter XP eine Fehlermeldung, die sich wegklicken lässt.